# Ida Baumann (Malerin)

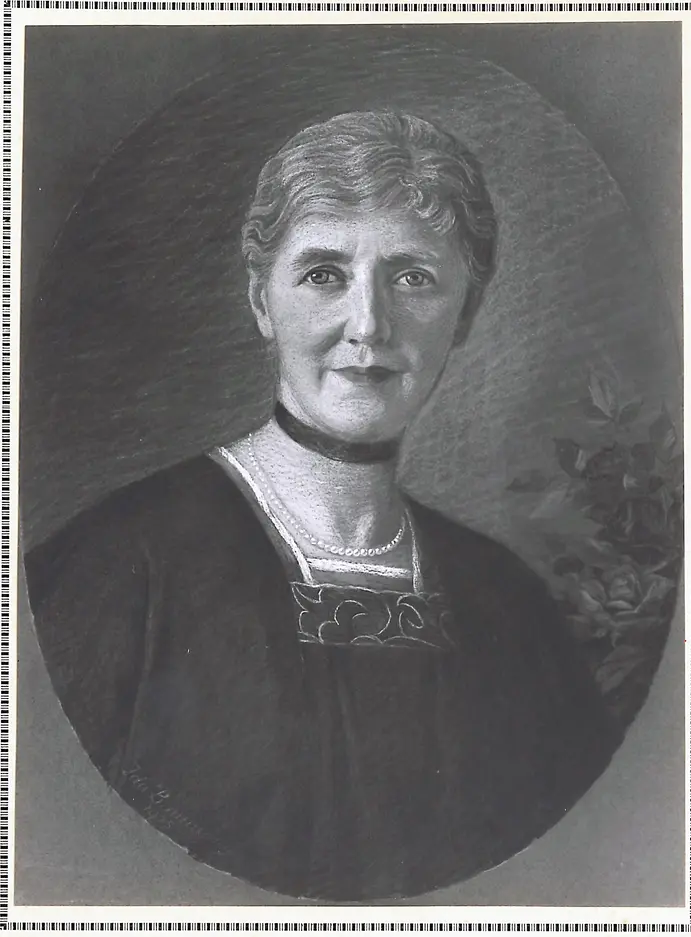
Ida Baumann, Selbstporträt 1925

Ida Baumann (* 12. Februar 1864 in Herisau; † 24. August 1932 in Heiden; heimatberechtigt in Herisau) war eine Schweizer Malerin aus dem Kanton Appenzell Ausserrhoden. Sie war die erste Ausserrhoder Malerin, die öffentliche Porträtaufträge erhielt.

## Leben
Ida Baumann war eine Tochter von Johannes Baumann, Stickereifabrikant und Kantonsrat, und Amalie Bodenmann. Sie war die Halbschwester von Stände- und Bundesrat Johannes Baumann sowie von Anna Baumann, Malerin.
Ihre erste Ausbildung absolvierte sie an der Gewerbeschule St. Gallen. 1884 ging sie nach Darmstadt. Dort wurde sie eineinhalb Jahre von Heinrich Reinhard Kröh und Marie Schaefer unterrichtet. Es folgte von 1885 bis 1889 ein Studienaufenthalt in Paris an der Académie Colarossi. Ihre Lehrer waren Raphaël Collin und Gustave Courtois. In den Jahren von 1887 bis 1889 konnte sie bereits in Pariser Salons ausstellen.
Ihre Fähigkeiten in der Porträtmalerei brachten ihr 1888 einen ersten Auftrag in England ein. In der Ostschweiz führte sie ebenfalls solche Arbeiten aus. Davon zeugen die Porträts von Anna Elvira Zellweger-Tobler, entstanden 1889, und von Melanie Tanner Winterhalter, gemalt zwischen 1892 und 1894. Nach dem Studienabschluss im Sommer 1889 übersiedelte sie 1890 nach England und arbeitete zwei Jahre als Porträtistin auf englischen und schottischen Landsitzen. Sie bewegte sich dort in den gehobensten Kreisen der Gesellschaft. Danach mietete sie sich ein Atelier in London. In der Sommerzeit weilte sie jeweils in der Schweiz. Auf Wanderungen und Aufenthalten in Appenzell Innerrhoden entstanden Genrebilder. Diese zeigen Leute aus dem Volk, meist in Tracht.
1894 erkrankte Ida Baumann während eines Parisaufenthalts an Gelenkrheumatismus. 1896 gab sie den Londoner Wohnsitz auf. Nach Kuraufenthalten in den Jahren 1897 und 1898 und einem letzten halbjährigen Parisaufenthalt 1899 zog sie zu ihrem Bruder Ernst Baumann, der eine Arztpraxis führte, nach Basel. Bis 1923 lebte sie dort und bewohnte ein Haus an der Eulerstrasse 11. Sie konnte aufgrund ihrer Krankheit nur noch eingeschränkt arbeiten. Dennoch führte sie zahlreiche Auftragsarbeiten aus, vor allem Porträts in Pastelltechnik und Bildnisse von Politikern wie dasjenige vom Ausserrhoder Landammann Arthur Eugster, das um 1907 entstanden ist. Sie war dabei von den Arbeiten von Franz Lenbach inspiriert. Um 1900 schuf sie zudem viele Miniaturen.
Ihre Künstlerinnenlaufbahn konnte sie trotz Krankheit bis 1920 fortsetzen. Danach war sie auf die Hilfe ihrer Nichte Louise Henriette Kürsteiner-Baumann angewiesen. Diese begleitete sie auf zahlreichen Italienaufenthalten, die der Erholung dienen sollten. Am 24. August 1932 verstarb Ida Baumann im Haus ihrer Nichte in Heiden.

## Werke (Auswahl)
- 1885: Junge Zigeunerin, Öl auf Leinwand, 56 × 46 cm, Privatbesitz
- ca. 1885–1889: Kopfbildnis eines jungen Mannes, Pastell, 35 × 35 cm, Trogen, Kantonsbibliothek Appenzell Ausserrhoden
- ca. 1885–1889: Porträt einer jungen Frau im Profil, Öl auf Leinwand, 44,2 × 36,3 cm, Trogen, Kantonsbibliothek Appenzell Ausserrhoden
- um 1887: Dame in mittlerem Alter, Öl auf Leinwand, 33 × 24 cm, St. Gallen, Historisches und Völkerkundemuseum St. Gallen (Inv. Nr. 2019.042)
- wohl 1888: Agnata Frances Ramsay, Öl auf Leinwand, 72 × 58 cm, Girton College, University of Cambridge
- wohl 1889: Anna Elvira Zellweger-Tobler, Öl auf Leinwand, 105 × 85 cm, Trogen, Kantonsbibliothek Appenzell Ausserrhoden
- um 1890: Porträt einer unbekannten Lady, Öl auf Leinwand, 122 × 86,7 cm, Torquay, Torre Abbey Museum (Inv. Nr. A357)
- zwischen 1892 und 1894: Melanie Tanner-Winterhalter (1865–1893), Öl auf Leinwand, 126 × 86 cm, Trogen, Kantonsbibliothek Appenzell Ausserrhoden
- um 1893: Appenzellerin in Innerrhoder Tracht, Öl auf Leinwand, 40,5 × 30,5 cm, Privatbesitz
- um 1900: Mädchen mit lockigem Haar, Mischtechnik, 10,5 × 7,5 cm, St. Gallen, Historisches und Völkerkundemuseum St. Gallen (Inv. Nr. G2017.170)
- nach 1901: Landammann Arthur Eugster (1863–1922), Öl auf Leinwand, 92 × 74 cm, Trogen, Kantonsbibliothek Appenzell Ausserrhoden
- um 1910: Landammann Johannes Baumann, Öl auf Leinwand, Trogen, Kantonsbibliothek Appenzell Ausserrhoden
- 1911: Johannes Walser (1857–1923), Öl auf Leinwand, 74 × 58 cm, Privatbesitz
- 1911: Clara Walser-Baumann (1871–1929), Öl auf Leinwand, 74 × 58 cm, Privatbesitz
- undatiert: Maurerjunge, Öl auf Leinwand, 70 × 79 cm, Privatbesitz
- undatiert: Junge Frau mit gewelltem Haar, Pastell, 57 × 45,5 cm, Trogen, Kantonsbibliothek Appenzell Ausserrhoden

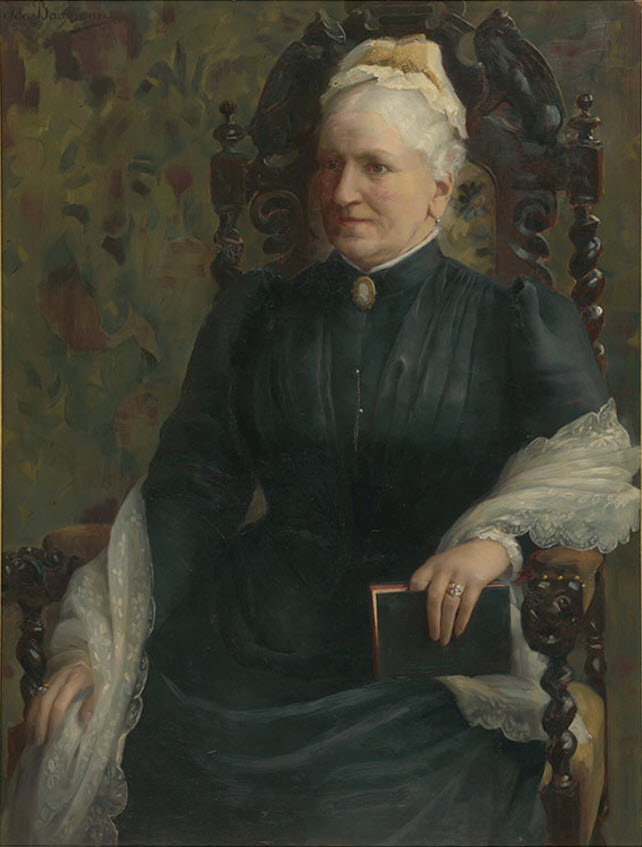
Anna Elvira Zellweger-Tobler, wohl 1889, Kantonsbibliothek Appenzell Ausserrhoden
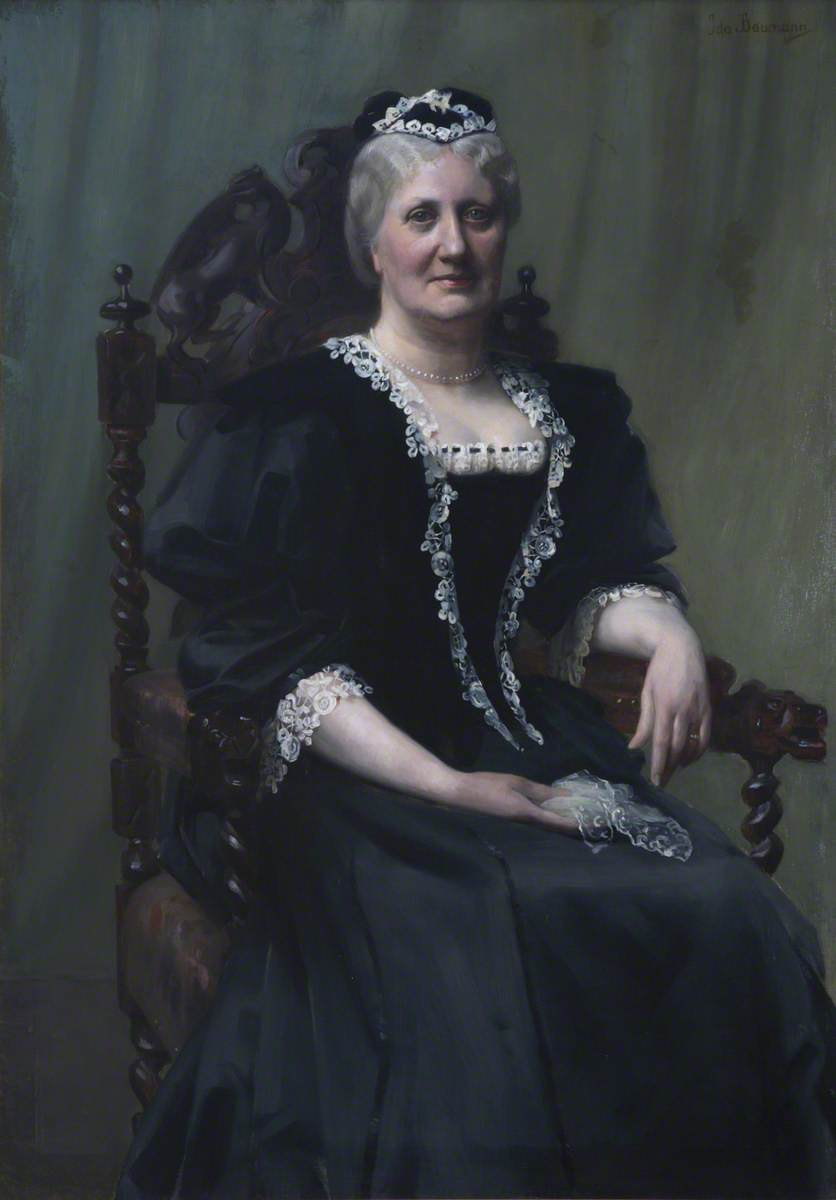
Porträt einer unbekannten Lady, um 1890, Torre Abbey Museum, Torquay
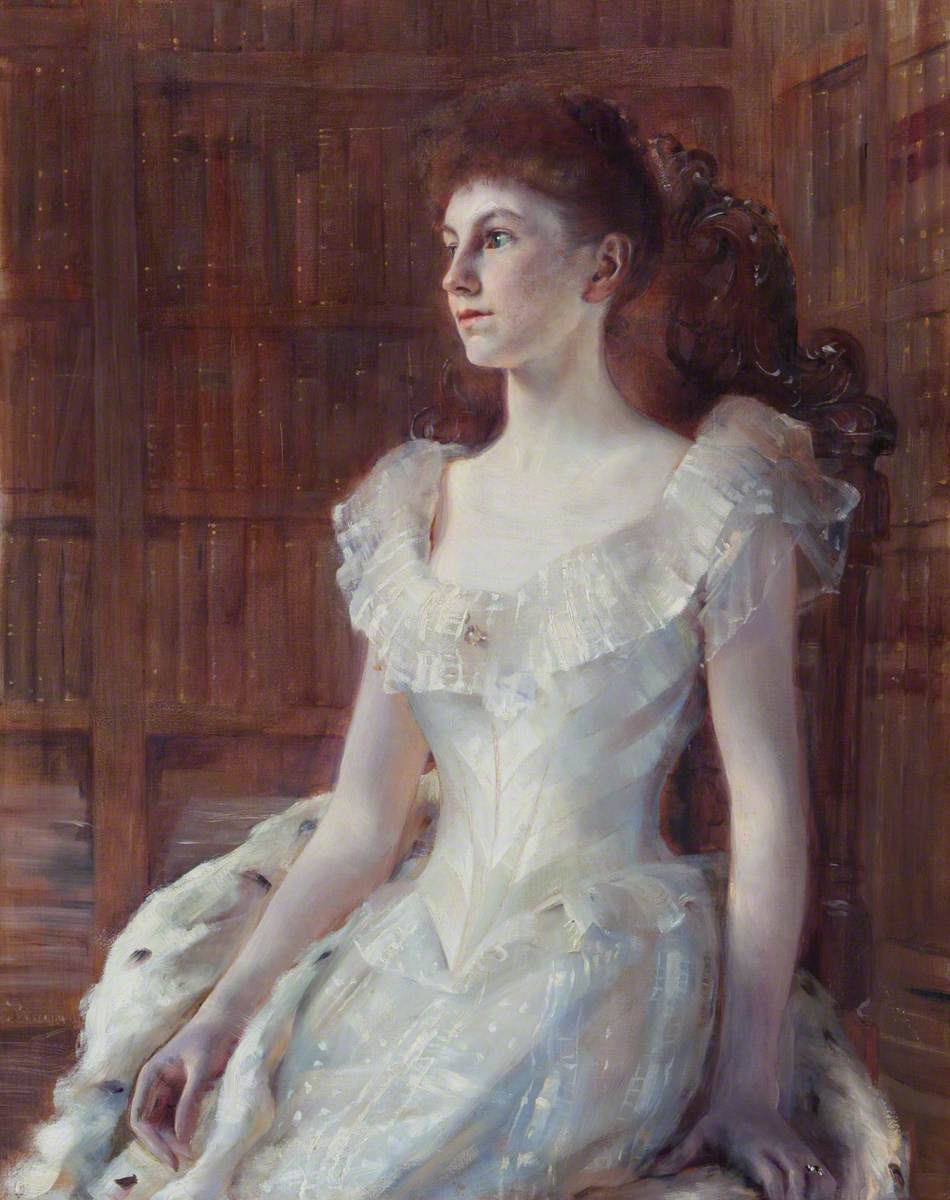
Agnata Frances Ramsay, wohl 1888, Girton College, University of Cambridge
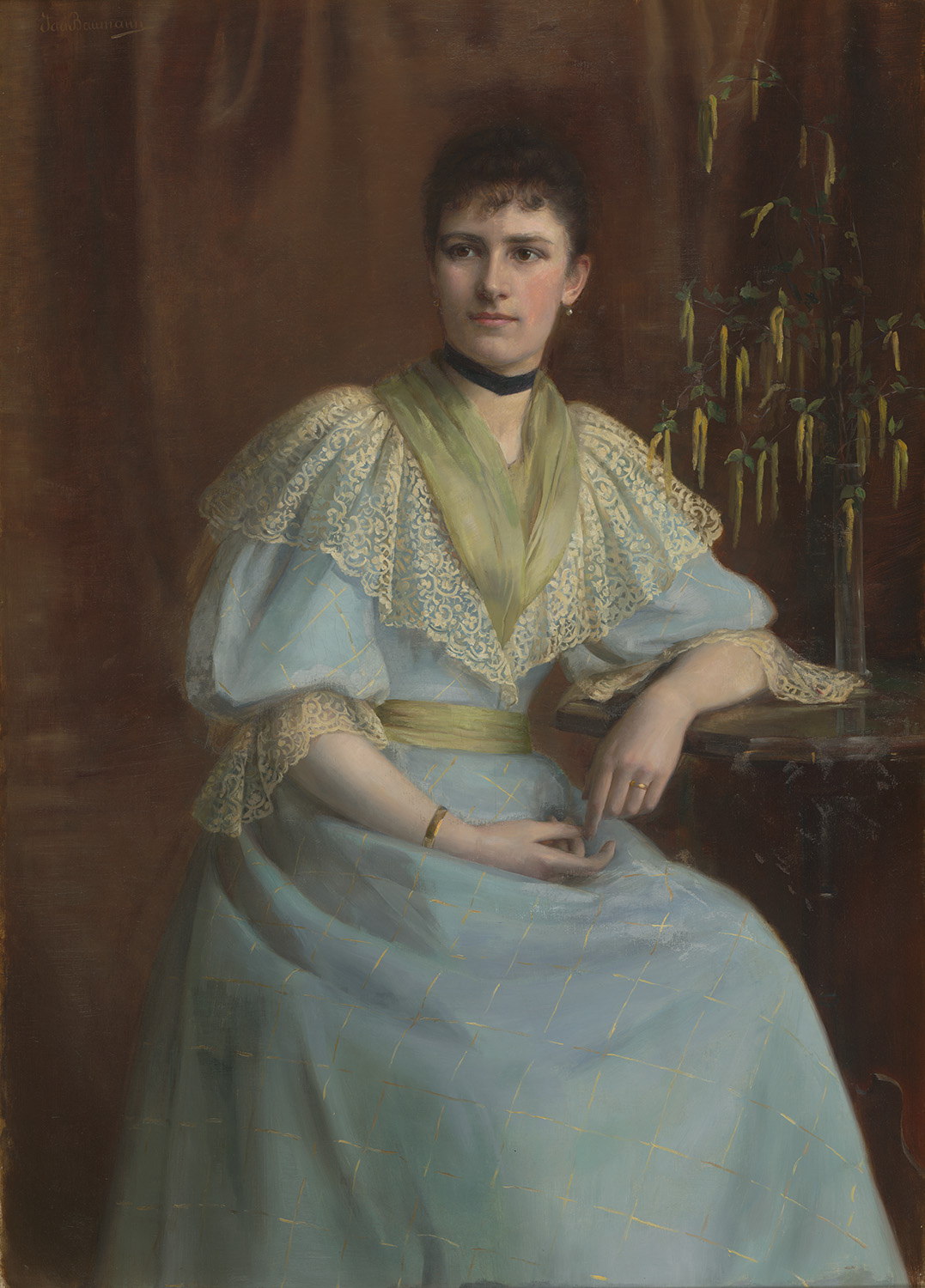
Melanie Tanner-Winterhalter (1865–1893), zwischen 1892 und 1894, Kantonsbibliothek Appenzell Ausserrhoden
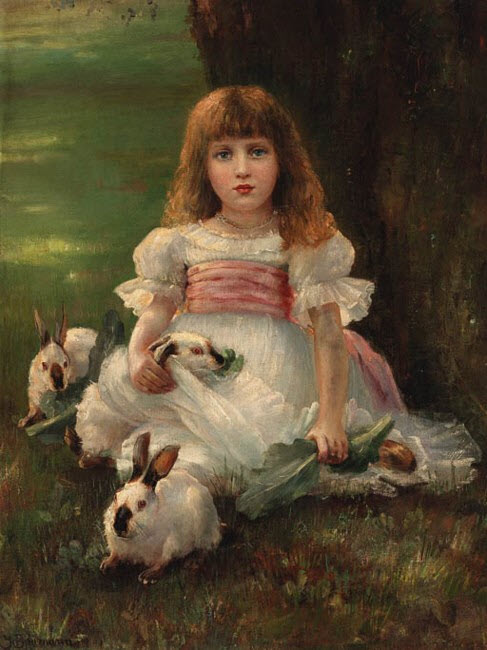
Füttern der Hasen, um 1900, von Ida Baumann
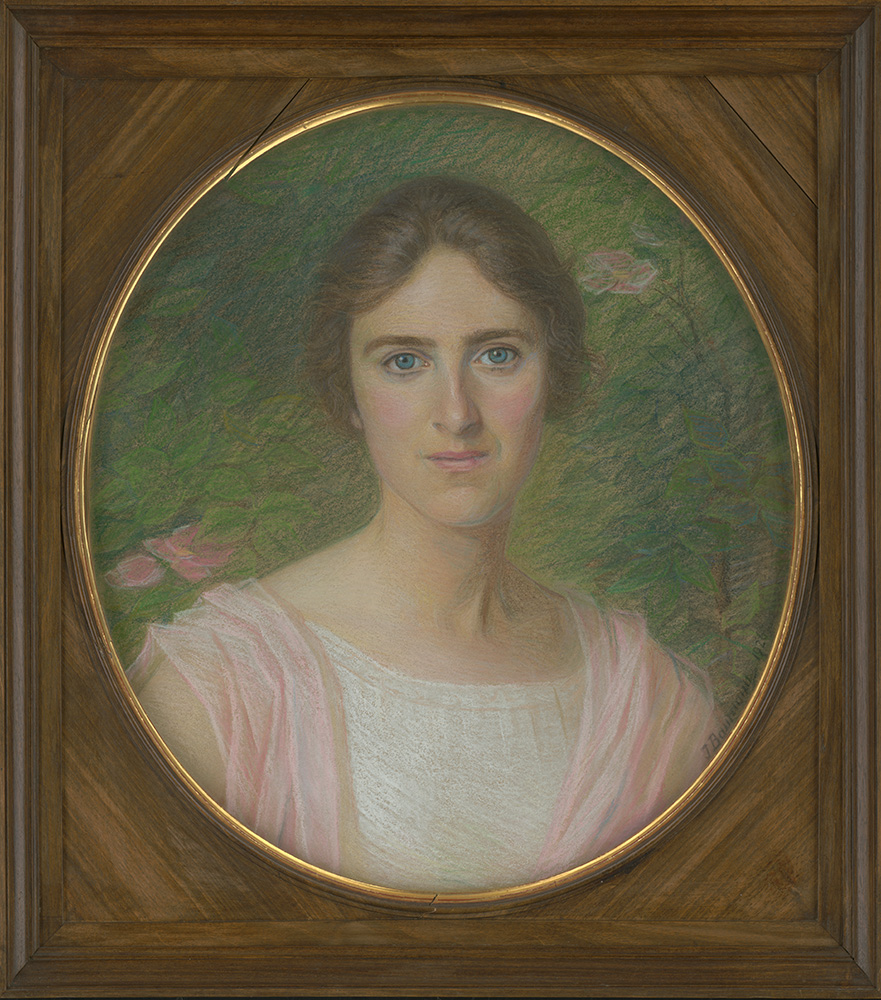
Rösli Walser, Nichte von Ida Baumann, 1926, Kantonsbibliothek Appenzell Ausserrhoden
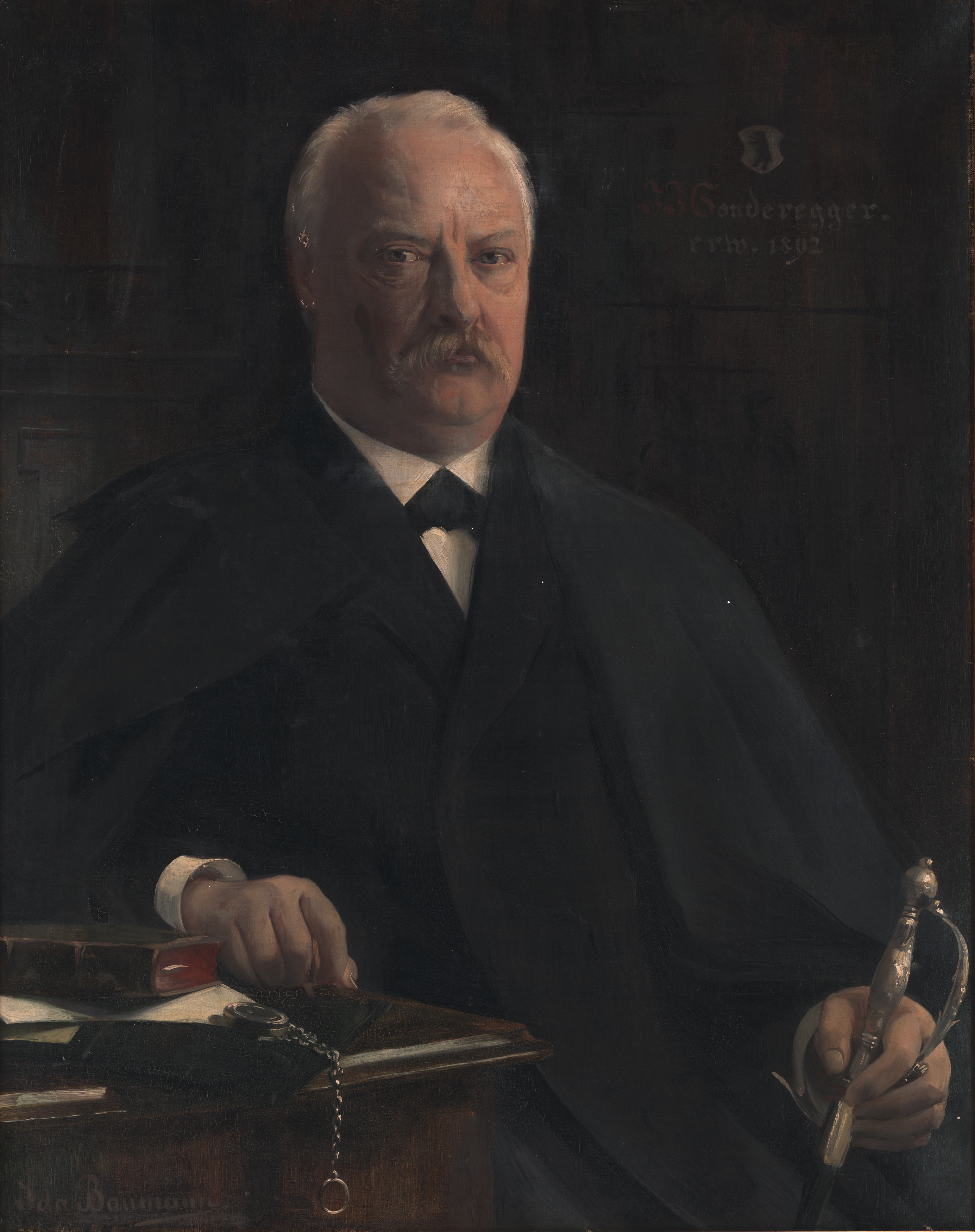
Landammann Johann Jakob Sonderegger, porträtiert von Ida Baumann, 1892, Kantonsbibliothek Appenzell Ausserrhoden
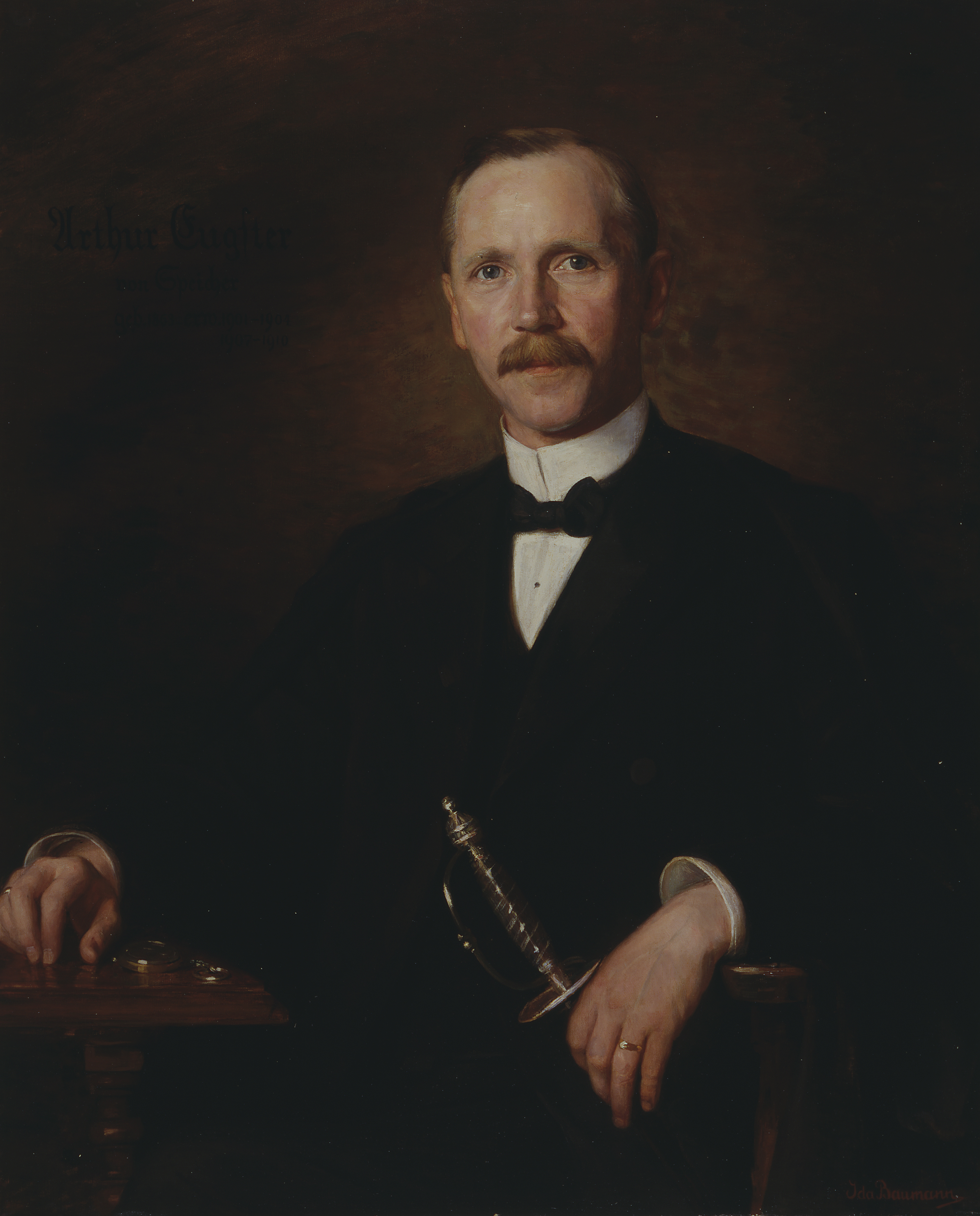
Landammann Arthur Eugster, porträtiert von Ida Baummann, ca. 1907, Kantonsbibliothek Appenzell Ausserrhoden
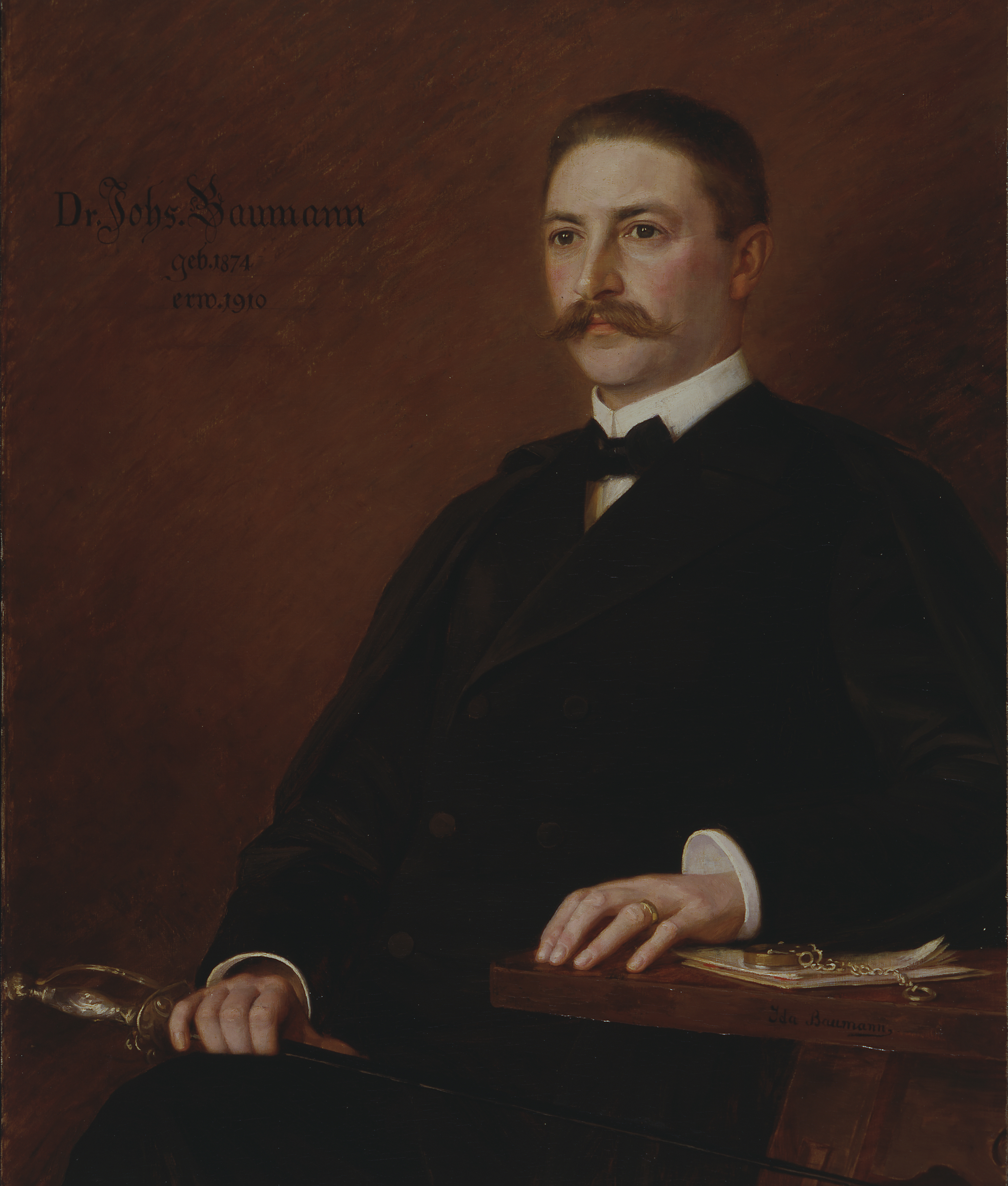
Landammann Johannes Baumann, porträtiert von Ida Baumann, ca. 1910, Kantonsbibliothek Appenzell Ausserrhoden